# Безумний Автостоп
БЕЗУМНИЙ АВТОСТОП — розважально-пізнавальна телевізійна програма про подорожі автостопом «Нового каналу». Автори та ведучі «Безумного автостопу» — Станіслав Капралов та Василь Москаленко.

### Програма «Нового каналу»
Прем'єра «Безумного автостопу» відгриміла на всеукраїнському телебаченні 18 серпня 2013 року на «Новому каналі». Це було одразу 3 випуски відзняті у Туреччині. 8 ж вересня вся країна побачила вже новий сезон проекту — «Безумний автостоп» у Європі. За час зйомок хлопці: об'їхали автостопом 12 країн(19 міст) ЄС за 2 місяці, змінили по дорозі понад 200 попуток, проїхали понад 10 000 км. Переконали близько 500 європейців, що Україна — найкраща у світі країна. Поцілували близько 50 дівчат (18 з яких були пампушками). Випили близько 70 літрів алкоголю(Жарт! Їх вони не рахували, так само, як і дівчат)
Сьогодні результати пустощів ведучих у Європі кожен може побачити щонеділі об 11.50 на «Новому каналі»

### Про програму
Двоє українських мандрівників, Вася і Стас, подорожують по світу використовуючи спосіб автостоп. Ведучі намагаються жити та розважатись абсолютно безкоштовно. У більшості випадків, камера і власний шарм допомагає їм у цьому! Їх мета — показати, як можна подорожувати світом без копійки грошей у кишені. Українці розважаються в найдорожчих місцях Європи «на шару». Мілан, Париж, Канни, Ніцца — це все їм по-зубам. А можливо це завдяки тому, що подорожуючи автостопом, хлопці не витрачають ні цента на пересування між країнами та всередині них, а також користуються клубом гостинності каучсерфінг. Іноді каучсерфери хлопців підводять, тоді їм доводиться ночувати просто неба, на заправках, під мостами.
Ведучі також акцентують увагу на вадах Європейських міст, яких пересічний турист не помічає. Найрезонанснішими подіями програми стали зрив хлопцями Канського фестивалю реклами та подарований ними велосипед, що мав отримати Папа Римський . Ці події освітили всі українські та більшість Європейських телеканалів.
У програмі немає режисерів, сценаріїв і постановок. Все відбувається по-справжньому, спонтанно й непередбачувано!
Знімальна група складається лише з 2 ведучих та 2 операторів.
Дістаються до міст хлопці нарізно. Кожного разу укладають парі «Король автостопу»- хто дістанеться першим. Переможець вигадує для невдахи божевільне завдання, яке той має виконати, як покарання.

### Історія програми
Ідея створити програму про подорожі автостопом прийшла хлопцям, ще коли вони працювали на Дніпропетровському «34 телеканалі». Це були передноворічні та святкові дні 2012 року. Тоді Стас, разом зі своїм колегою Олексієм Андрушкевичем, зірвався з новин 34 телеканалу та поїхав в автостпну розвідку зимовою Європою. На зйомках були відсутні не те що режисери чи постановники, професійного оператора експериментатори з собою також не взяли! Ве знімали самотужки! Як результат — 11 серій програми, яка має неабиякий рейтинг серед телеглядачів «34 каналу». Таким було бойове хрещення для авторів програми про подорожі непопсовим способом.
Справжньою вибухівкою для Дніпропетровського телебачення став новий, удосконалений сезон автостопної програми. Стас разом з Васею цілеспрямовано вирушили на зйомки до Туреччини. Дніпропетровськ побачив розважальний проект Стаса та Васі, який хлопці назвали «Безумний автостоп». Назва передавала всю суть того, що коїлось з українцями протягом 9 випусків шоу.
Як потім зізнавалися ведучі, цією європейсько-азійською країною подорожувати було набагато легше та приємніше. Не дивно! Адже ведучі не тільки їздили, проживали та харчувались безкоштовно. Вони примудрились безкоштовно розважатись. Серфінг та дайвінг-центри, нічні клуби, сафарі та прогулянки на повітряній кулі — для ведучих «Безумного автостопу» все це абсолютно безоплатно.
Проект став найрейтинговішим на регіональному телебаченні країни!
Сьогодні «Безумний автостоп» має змогу побачити вже вся країна на «Новому каналі». Ідея проекту та ж сама.
Хлопці їдуть до Європейських міст автостопом, живуть у каучерферів, намагаються безкоштовно отримати все.
В рамках нового «Безумного автостопу» хлопці відвідали вже 10 міст.
Рим, Париж, Канни та Ніцца, Верона та Венеція, Гамбург та Бремен, Мілан та Брюссель.
На ведучих чекає ще 8 міст Європи.

### Вихідки автостоперів, що шокували всю Європу

#### Велосипед для Папи Римського
Вперше сюжети про Стаса та Васю з'явилися на провідних телеканалах Європи під час їх перебування в столиці Італії.
Почалося все з того, що, приїхавши до Риму, хлопці потрапили на найбільший байкерський зліт, присвячений 110-річчю " Харлі Девідсона ". На байк- фесті зібралося більше 100 000 власників Харлеїв . Завівши розмову з лідером одного з байкерських клубів, хлопці дізналися, що Папа Римський наступного дня, нібито, збирається провести месу на честь " Харлея ".
Хлопці посміялися з жарту байкера, який був напідпитку. Вони подумали, що до райдера на плече сіла руда подруга з пухнастим хвостиком. Але наступний ранок шокував ведучих! На площі Святого Петра разом з 200 000 католиків з'явилися байкери. Ревучі мотоцикли, хмара перегару, матюки на декількох мовах, ящики рому і віскі … І байкер був правий, Папа Римський дійсно благословляв кодло, роз'їжджаючи на чорному джипі-кабріолеті!
Вже ставши праведними й безгрішними, байкери подарували Папі два мотоцикли " Харлі Девідсон " і шкіряну куртку. Папу Римського записали в байкерський клуб, запропонували випити. У клуб понтифік записався, а от від випивки чемно відмовився. І ще раз благословив байкерів.
Самі ведучі коментують: «В тот момент мы поняли, что тоже жаждем Папского благословения=))) Чем мы хуже байкеров, в конце концов? Ругаемся и пьем мы уж точно не меньше!)) Поскольку процесс получения благословения довольно прост — „подари байк, получи благословение“ — мы и решили им воспользоваться».
Грошей на " Харлі Девідсон " у ведучих не було, тож вони вирішили презентувати Папі чудову альтернативу Харлею — рожевий дитячий велосипед вартістю 79 євро. Байк вирішили подарувати понтифіку від імені України, ідентифікуючи себе за допомогою національної символіки.
Продершись крізь натовп, Вася та Стас перестрибнули через паркан, що відділяв їх від заповітного благословіння, і побігли з викриками: «Present for Papa! We love Papa!» йому на зустріч. Але папській охороні дії хлопців миролюбними не здалися. Їх силоміць доправили до ватиканської в'язниці.
Там стався короткий допит, метою якого було дізнатися, до якої терористичної організації вони належать. Під час допиту з хлопців просто вибивали зізнання в теракті. Коли ж експертиза показала, що вибухівки у велосипеді немає, за наказом Папи пом'ятих українців випустили на свободу. Байк Папі передавати відмовились. Начальник охорони аргументував: " Папі не потрібен цей велосипед, він занадто маленький, щоб Франческо міг на ньому їздити ".
Ця вихідка ведучих породила дві протилежні думки. Одні називають її безглуздою, інші ж — доречною іронією над популістськими «замашками» Папи Франческо.

#### Зірвали «Канських левів»
Коли Стас та Вася добирались автостопом до Канн, вони потрапили в жахливий затор, в якому простояли майже три години! Дорогу перекрили французькі жандарми, щоб забезпечити безпеку кортежу багатіїв зі світу реклами, які поспішали на фестиваль « Канські Леви». Місцеві жителі проклинають і « Каннських Левів», і знаменитий кінофестиваль. Нарікають на те, що половина закладів міста закрита для відвідування звичайним громадянам, а ціни на продукти зростають в два рази. А найжахливіше те, що під час проїзду кортежів знаменитостей, вулиці перекривають — деякі жителі просто не можуть вийти з дому аби дістатися до роботи або в магазин.
Ведучих же «Безумного автостопу» найбільше обурило не це. За словами хлопців, рекламні ролики, які цього року боролися за золото на фестивалі- «бездарна а-ля інтелектуальна маячня». Наприклад, соціальний ролик за рівноправ'я статей зі слоганом " Penis lives, vagina dies ! " Із відгуків Стаса та Васі: «Все с умными восторженными лицами кивали и хлопали, когда реклама получала золотого льва. Именно в этот момент наше сознание не выдержало. Во-первых, мы за то, чтобы „vagina lives“=) А во-вторых, это верх маразма. Мы решили устроить протест!»
Протест полягав у тому, що хлопці, написавши на картонних таблицях: " Fuck Advertisement, fuck lions, make love ! ", що в перекладі на цензурну мову означає — менше займайтеся рекламою, більше займайтеся любов'ю, — вийшли на сцену разом із номінантами. Хлопці вербально дублювали написи, які з гордістю підняли високо над головою. Поки охорона оговталась, Вася та Стас, наробивши галасу, «зробили ноги». Українців встигли зафільмувати кілька десятків фотокамер і навіть CNN ! Новина облетіла весь цивілізований світ. У цього вчинку Стаса та Васі теж є, як прихильники, так і обурені ним українці.

### Ведучі
Вася та Стас — дніпропетроці, одногрупники, випускники факультету Систем та засобів масової комунікації Дніпропетровського Національного Університету імені Олеся Гончара. Працювали над різними програмами Дніпропетровського «34 каналу».
Створили на ньому своє власне нічне шоу «Faces of Dnepr». У свої 24 роки, встигли попрацювати сценаристами відомих детективних серіалів у Москві. Жага автостопити, безумствувати й жити «на шару» перемогла. Тому хлопці повернулись на Батьківщину і продовжують радувати тепер вже всю Україну «Безумним автостопом»

### Цікаві факти
Перелічити цікаві факти про «Безумний автостоп» неможливо. Кожен факт в програмі та про неї цікавий. Дивіться об 11.50 щонеділі на «Новому каналі»